# Сэссон Сюкэй
Сэссон Сюкэй (яп. 雪村, род. 1504 г. — ум. 1589 г.), имя при рождении — Сатакэ Хэйдзо — японский дзэн-буддийский монах и художник.

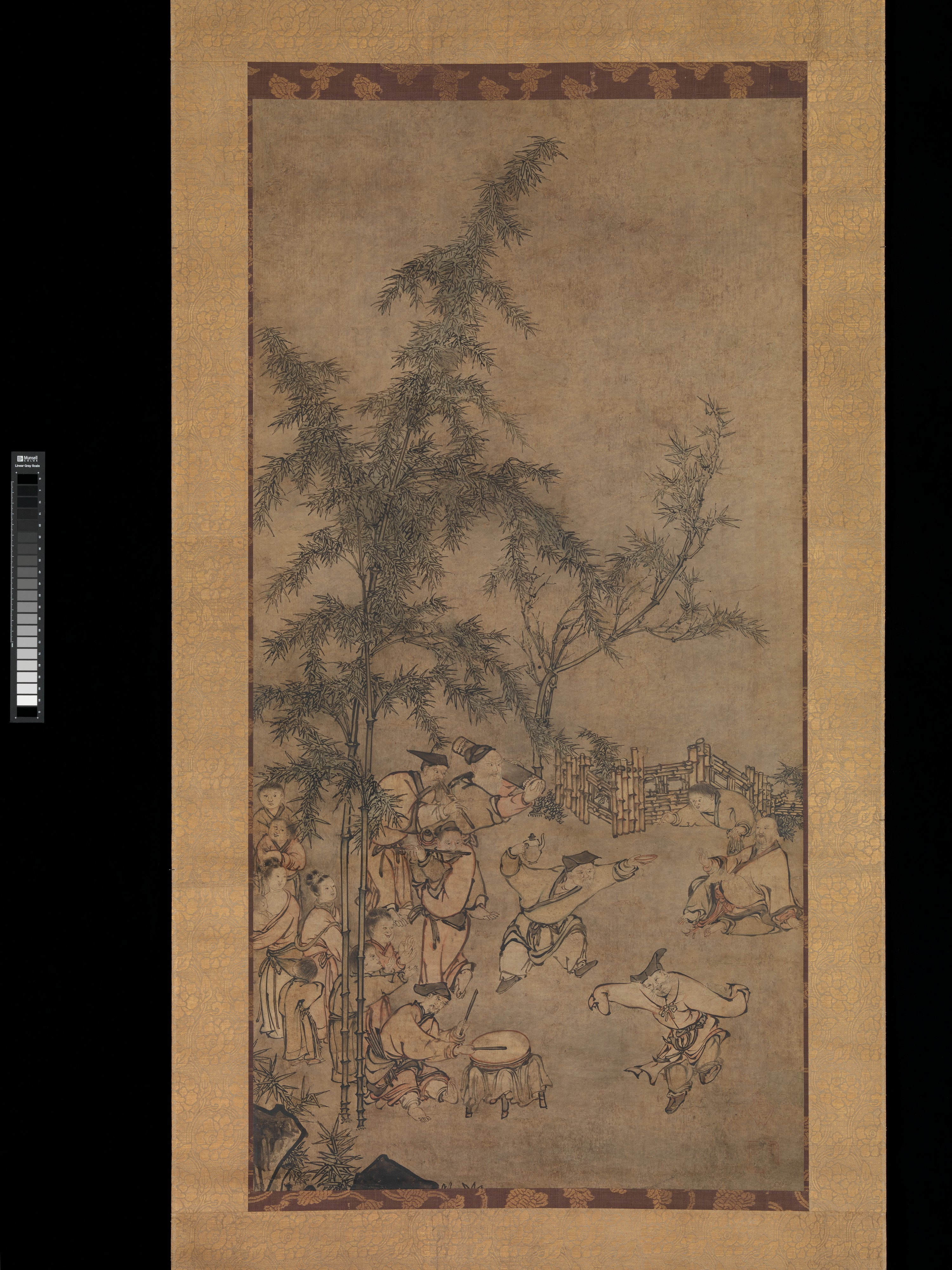
Семь мудрецов бамбуковой рощи

Сэссон Сюкэй стал одним из самых выдающихся последователей Сэссю (1420—1506). Он создавал свои произведения в жанре суйбоку.

## Биография
Сэссон Сюкэй принадлежал дзен-буддийской школе Риндзай. Большую часть жизни он прожил на севере Хонсю и никогда не контактировал с представителями учения дзэн и художниками из Киото, таким образом, стили и направления, развивавшиеся в городе, считавшимся центром культурной жизни Японии, не оказали на него влияние. Источники расходятся в вопросе о дате и месте его рождения. Считается, что он родился в небольшом городке Ота в Хитати в 1504 году. Его отец был представителем рода Сатакэ, контролировавшего большую часть региона. Поскольку отец выбрал другого сына в качестве наследника, Сэссон Сюкэй ещё в молодости отправился в буддийский монастырь, чтобы стать монахом.
Сэссон научился живописи ещё в молодости. В 1542 году он написал небольшой трактат о живописи «Сэцумон тэйси» («Основные советы для учеников»), где он рассуждал о проблемных вопросах художников — рисование с натуры, копировании работ мастеров и выражении своей индивидуальности. Он обучался живописи самостоятельно, изучая творчество Сэссю и китайских художников династий Сун и Юань, в особенности чаньских художников
Му Ци и Руфэнь Юйцзянь. В честь Сэссю (Снежная Лодка) он выбрал себе в качестве творческого псевдонима имя Сэссон (Снежная Деревня). Творчество Сэссю оказало сильное влияние на Сэссона. Как и Сэссю, Сэссон Сюкэй старался создавать выразительные и динамичные пейзажи при помощи туши. Некоторое время Сэссон Сюкэй жил в Хэтаро; с 1542 года он начал вести жизнь странствующего монаха. Упоминания о нём появлялись в различных документах того времени. Из них известно, что Сэссон Сюкэй по крайней мере дважды отправлялся в Айдзу чтобы давать уроки живописи даймё Асине Мориудзи — сначала в 1546, затем в 1561 году. К 1550 году он добрался до Одавары, где долгое время находился в среде местных дзэн-буддийских монахов. Так, в 1550 году он создал портрет известного монаха Итэна Сосэя. По большей части, деятельность Сэссона Сюкэя тогда была связана не с живописью, а с религией. В частности, он преподавал учение дзэн даймё Ходзё Удзимасе. В те времена Одавара и Камакура превратились в самостоятельный культурный центр на востоке Японии, не зависевший от Киото, считавшегося культурной столицей. Художники, включая Сэссона Сюкэя, развивали здесь свой собственный стиль в жанре суйбоку. Благодаря связям с кланом Ходзё, Сэссон Сюкэй получил доступ к коллекциям китайской и японской живописи, принадлежавшим клану и местным монастырям. Около 1561 года Сэссон Сюкэй покинул Одавару и к 1563 году поселился в городке Осю (奥州) в исторической провинции Муцу (陸奥, современная префектура Фукусима), неподалёку от города Корияма, где прожил до конца своих дней под покровительством клана Михару Тамура.
]
Время создания большинства сохранившихся произведений Сэссона Сюкэя сложно определить. Последние исследования показали, что большая их часть создана в последние годы его жизни — примерно с 1570 года. В ранние годы Сэссон Сюкэй не подписывал свои работы. По нескольким печатям, используемым им в разные годы исследователи смогли предположить время создания части его работ.

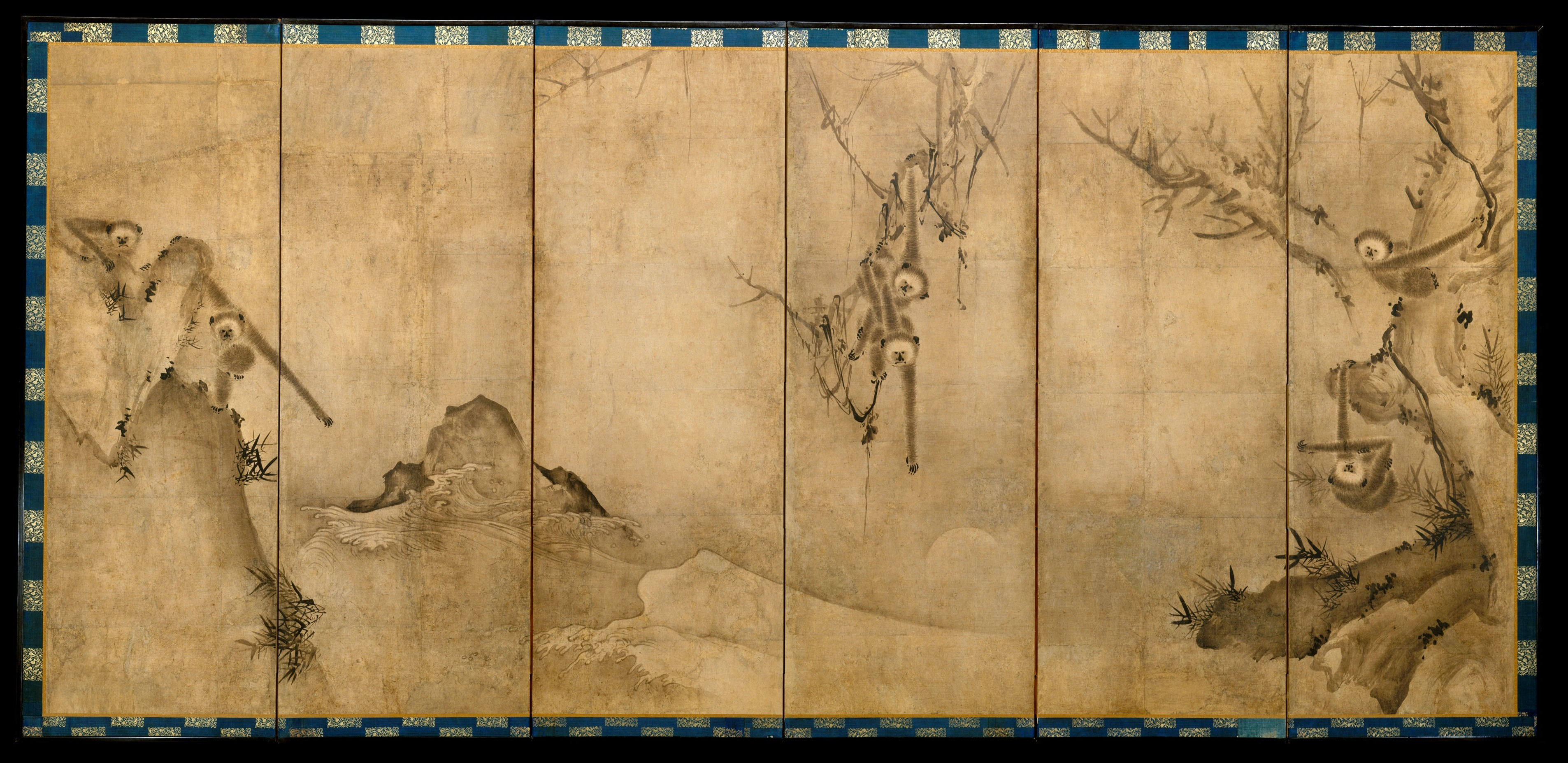
Пейзаж с гиббонами
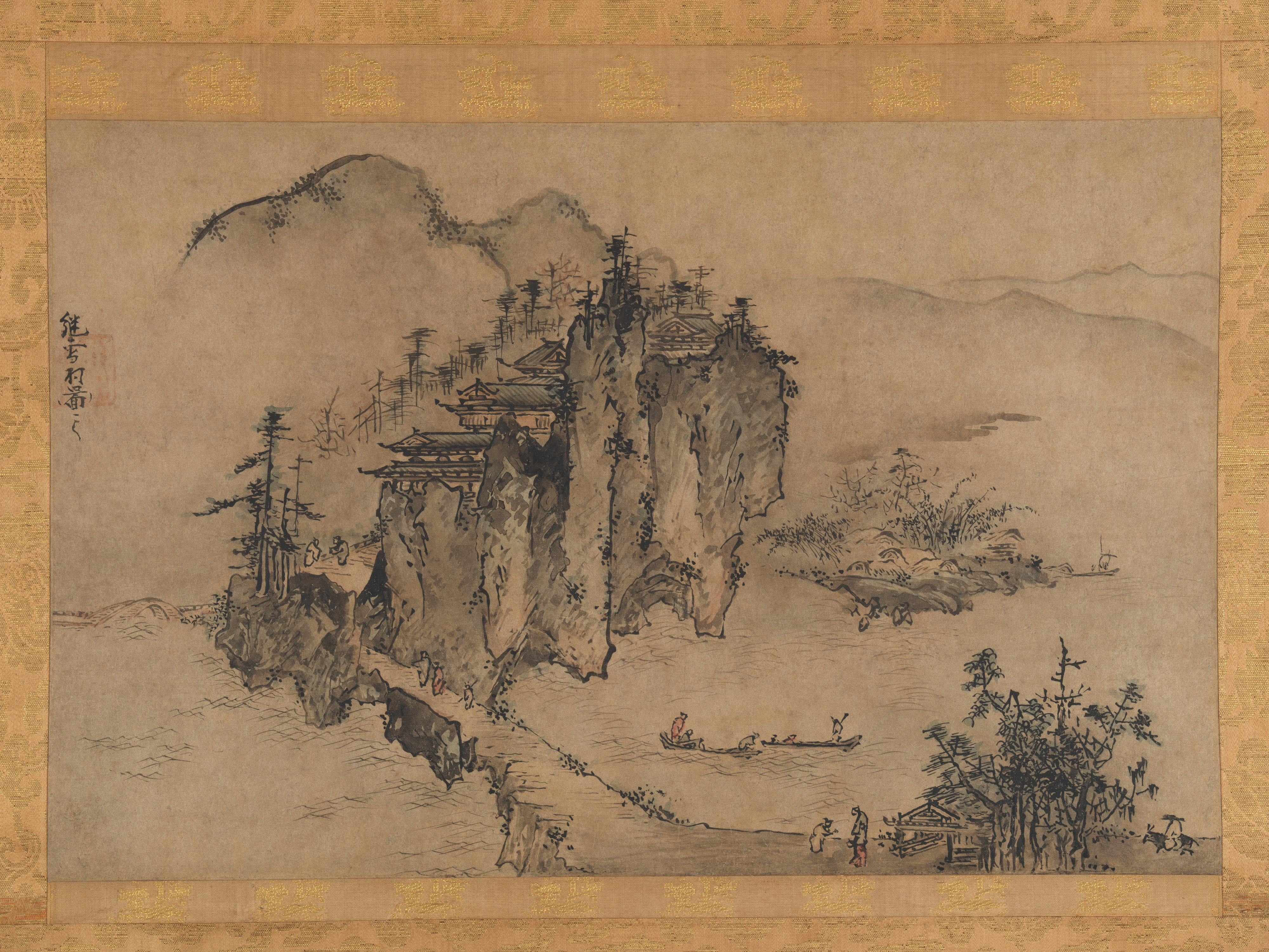
Пейзаж с каменным обрывом
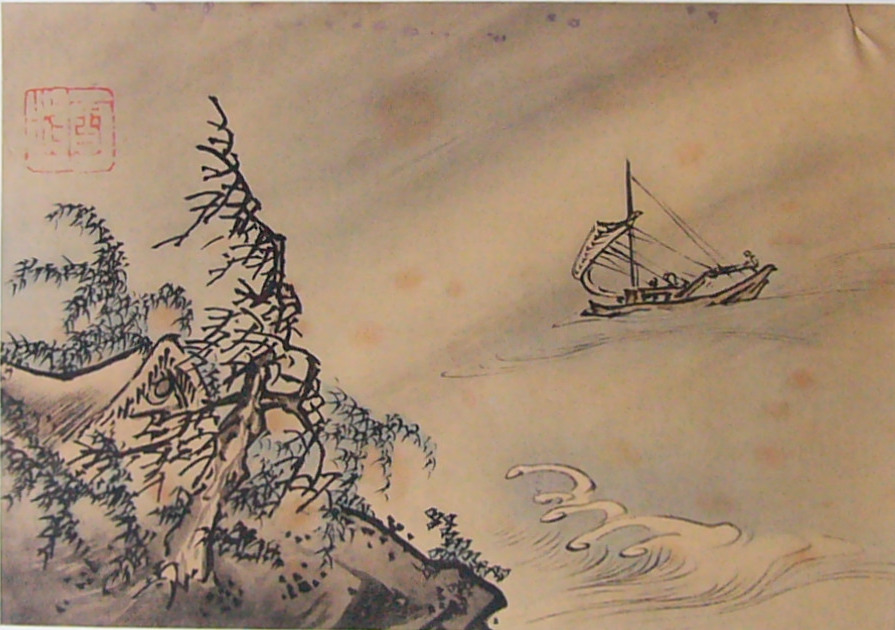
Волны и ветер
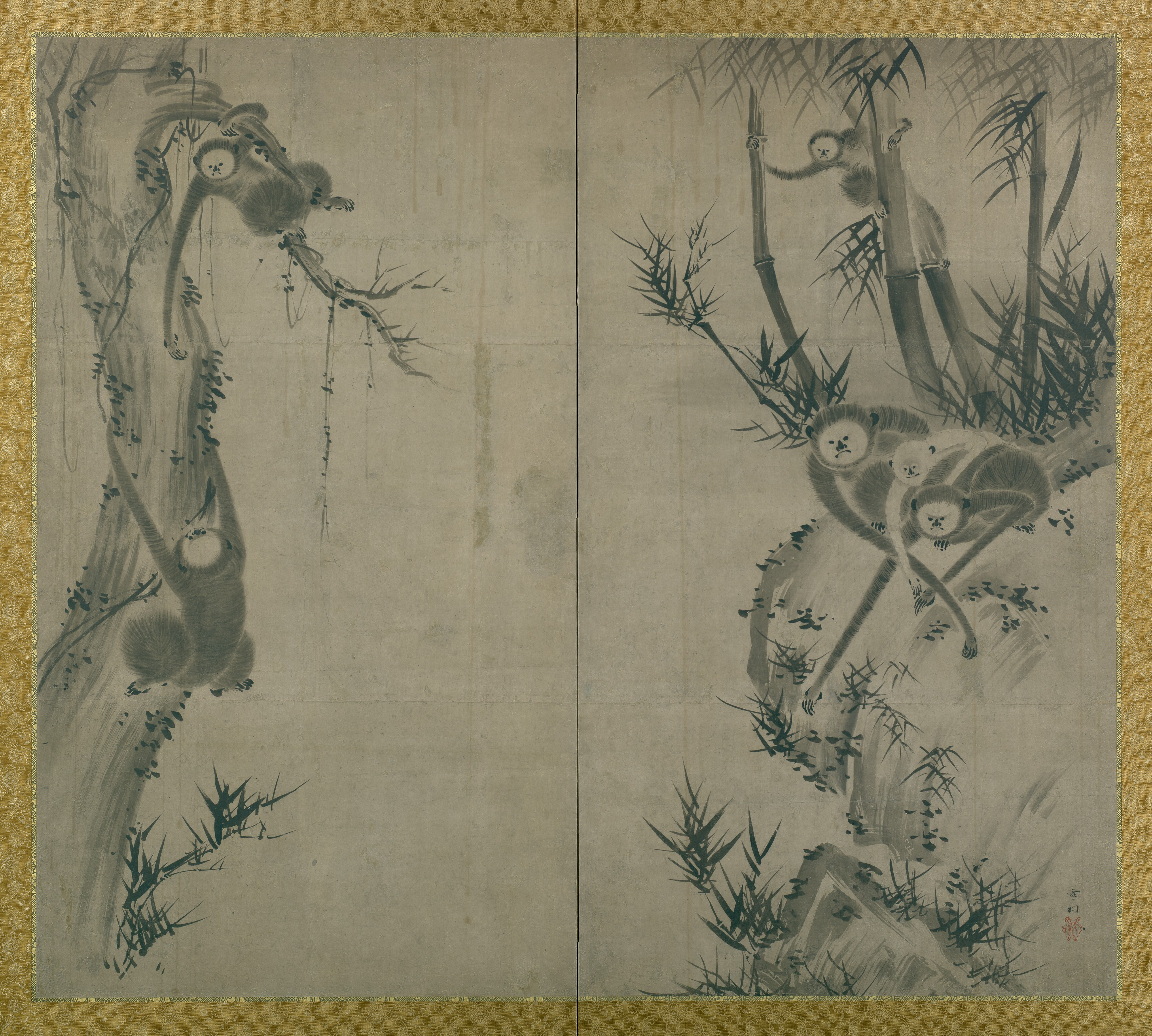
Обезьяны на скалах и деревьях